# Saint Walker
Saint Walker este un personaj fictiv din benzile desenate americane și alte reviste publicate de DC Comics. Acesta este membru extraterestru al Blue Lantern Corps⁠(d), o organizație dedicată răspândirii păcii și armoniei în tot universul prin puterea speranței.

## Istoric
Saint Walker a apărut pentru prima dată în Green Lantern (vol. 4) #25, fiind creat de artiștii Geoff Johns⁠(d) și Ethan Van Sciver⁠(d).

## Biografie
Walker este un preot care trăiește pe planeta Astonia împreună cu soția sa și cei doi copii. Când planeta este condamnată din cauza soarelui său aflat pe moarte, acesta reușește să-i calmeze pe locuitorii disperați și să-i umple de speranță. Impresionat de abilitatea sa de a insufla superanță, un inel de putere îl alege pe Saint Walker, iar acesta devine membru al Blue Lantern Corps⁠(d). Cu ajutorul inelului său, acesta întinerește soarele cu 8,9 miliarde de ani și își salvează planeta natală de la extincție.
Saint Walker și colegii săi din Blue Lanterns apar pentru prima dată în mijlocul evenimentului Final Crisis,⁠(d) parte a poveștii Blackest Night⁠(d). În timpul poveștii Final Crisis, Hal Jordan⁠(d) și John Stewart⁠(d), membrii ai Green Lantern Corps, cad într-o amuscadă pusă la cale de Red Lantern Corps⁠(d) și îl răpesc pe Sinestro⁠(d) din custodia lor. Jordan este rănit în conflict, iar rănile sale sunt vindecate după ce întră în contact cu Saint Walker.
În povestea Blackest Night, Walker, alături de Hal Jordan și Indigo-1, încearcă să găsească câte un membru din fiecare organizație a lanternelor cu scopul de a distruge bateria membrilor Black Lantern Corp. De asemenea, își folosește inelul pentru a reduce lăcomia constantă a lui Larfleeze⁠(d). În același timp, Walker caută un erou pământean care să-i ajute până la sosirea celorlalți membri ai Blue Lantern Corps, iar inelul său îl selectează pe Barry Allen⁠(d). După înfrângerea lui Nekron⁠(d), acesta și Carol Ferris⁠(d) o vindecă pe Mera⁠(d), îndepărtând influența inelului ei roșu⁠(d).
În Justice League of America (vol. 2) #55 (2011), personajul sprijină Liga Dreptății în lupta acestora cu Eclipso⁠(d) și încearcă să-l ajute pe Hank Henshaw⁠(d) în conflictul cu Doomsday⁠(d) la ordinul lui Batman.
În povestea War of the Green Lanterns⁠(d), Saint Walker și ceilalți membri New Gardians călătoresc spre planeta Ryut. Krona⁠(d) și Entitățile Emoționale⁠(d) sunt de negăsit, dar grupul ajunge la Book of the Black. Fosta membră a Sinestro Corp⁠(d), Lyssa Drak⁠(d), îi capturează pe noii gardieni în Book of the Black, însă Hal reușește să scape. Acesta ia cu sine inelele lor, cel al lui Walker ajungând la Kyle Rayner⁠(d) după ce Krona infectează bateria membrilor Green Lantern Corps cu Parallax⁠(d) în încercarea de a-i aduce sub influența sa. În bătălia finală, Saint Walker este eliberat de Kyle, inelul său albastru revine pe mâna sa, iar Gardienii Universului îl teleportează înapoi la Odym. După aceea, Saint Walker se întoarce la Oa pentru a-i reface mâna lui Ganthet.

### The New 52
În noile benzi desenate Green Lantern: New Guardians⁠(d), după ce Kyle Rayner devine un „magnet” pentru alte inele de putere, acesta este ajutat de Saint Walker să lupte împotriva membrilor a patru organizații de lanterne și călătoresc împreună spre planeta Oa pentru a cere ajutor Gardienilor. Acolo descoperă că Ganthet a fost secat de emoții de ceilalți Gardieni și îl atacă pe Walker de fiecare dată când încearcă să-l ajute pe Kyle. Ganthet susține că înființarea organizației Blue Lantern Corps a fost o greșeală pe care o va corecta. După ce reușesc să scape de Gardieni, Walker vindecă membrul spintecat al lui Arkillo⁠(d). În confruntarea ulterioară cu Arhanghelul Invictus, Walker nu poate vindeca furia acestuia față de membrii lanternelor, deși acțiunile sale îi dezvăluie lui Invictus că nu toate organizațiile sunt complet contaminate. Invinctus promite că New Gardians vor fi eliberați dacă sunt de acord să-l ucidă pe Larfleze, iar Walker pleacă spre Odym pentru regrupare. Aici descoperă însă că planeta este atacată de Reach, inamici ai tuturor membrilor lanternelor, și este nevoit să ceară ajutorul celorlalți New Gardians. Deși Walker și celelalte lanterne îl sprijină pe Kyle în lupta sa cu Invictus, echipa se desparte în momentul în care se dezvăluie că Sayd⁠(d) este reponsabil pentru transformarea lui Kyle în „magnet” pentru inelele puterii.
Ca urmare a înfrângerii Armatei a III-a și declinului Gardienilor, Blue Lantern Corps s-a mutat pe planeta Elpis, dar la scurt timp după, au fost atacați de entitatea cosmică Relic. Aceasta dorea să curețe universul de lanterne, deoarece le considera un pericol pentru siguranța universului. Blue Lantern Corps a fost distrus, iar Elpis a fost nimicită. Walker a fost singurul supraviețuitor, fiind salvat de Kyle Rayner, Carol Ferris și Gardienii Templieri. Deși Walker s-a recuperat pe planeta Mogo⁠(d), când a aflat de distrugerea celorlalți membri ai Blue Lantern Corps și de revelațiile lui Relic despre canitatea limitată de putere aflată în rezervorul emoțional care alimenta inelele, acesta a căzut într-o depresie și a fost abandonat de inel.   Ulterior, acesta și-a recăpătat speranța și inelul după ce a fost martor la puterea lui Kyle Rayner, devenit membru White Lantern Corps, pe planeta New Genesis, fiind convins că rezervorul emoțional și-ar putea reveni în viitor.

### DC Rebirth
În povestea Hal Jordan and the Green Lantern Corps, parte a DC Rebirth⁠(d), Saint Walker apare pe o planetă necunoscută și luptă împotriva unor extratereștri ostili. După ce sunt distruși de Hal și Kyle, sosiți recent pe planeta, Walker îi însoțește la o întâlnire cu Ganthet și Sayd la noua bază a Green Lantern Corps pe Mogo. Ulterior, Ganthet și Sayd îl testează pe Saint Walker în încercarea de a forma o legături mentală cu puterea inelului alb purtat de Kyle, convinși că vor putea reînvia Blue Lantern Corps, însă sunt împiedicați să realizeze aceast lucru 

## Puteri și abilități
Saint Walker posedă un inel de putere albastru care este alimentat de speranță. Deși este cea mai puternică dintre cele șapte emoții, acesta trebuie să fie în apropiere de inelul unei Lanterne Verzi pentru a-și atinge potențialul. În caz contrar, inelul îi oferă purtătorului doar două abilități: zbor și aură de protecție.
Dacă se află sub influența unui inel de putere verde, Saint Walker poate vindeca răni. Puterea inelului poate fi susținută și de speranța altor ființe. De exemplu, Saint Walker și Warth au reușit să reîntinerească soarele aflat pe moarte cu 8,6 miliarde de ani datorită speranței emanate de locuitorii unei planete din apropiere. Un inel albastru poate avea un impact negativ asupra puterii inelelor de pe partea opusă a spectrului emoțional. În timpul întâlnirii sale inițiale cu Justice League of America, Saint Walker a descoperit că abilitățile sale pot fi sporite și de prezența lui Starman (Mikaal Tomas)⁠(d).
Fiind primul și cel mai experimentat Blue Lantern, Walker a demonstrat că își poate spori puterea și lupta împotriva mai multor adeversari concomitent.